# Лекарче
Лекарче (груз. ლექარჩე) — село в Грузии, на территории Чхороцкуского муниципалитета края (мхаре) Самегрело-Верхняя Сванетия.

## География
Село находится в западной части Грузии, на расстоянии приблизительно 5 километров (по прямой) к востоко-северо-востоку от города Чхороцку, административного центра муниципалитета. Абсолютная высота — 380 метров над уровнем моря.

## Население
По результатам официальной переписи населения 2014 года в Лекарче проживало 102 человека (56 мужчин и 46 женщин). В национальной структуре населения грузины составляли 100 %.
| Год  | Население, человек |
| ---- | ------------------ |
| 2002 | 154                |
| 2014 | ↘ 102              |